# Pygidianops cuao
Pygidianops cuao är en fiskart som beskrevs av Schaefer, Provenzano, de Pinna och Jonathan N. Baskin 2005. Pygidianops cuao ingår i släktet Pygidianops och familjen Trichomycteridae. Inga underarter finns listade i Catalogue of Life.